# Neoromicia melckorum
Neoromicia melckorum är en fladdermusart som beskrevs av Roberts 1919. Neoromicia melckorum ingår i släktet Neoromicia och familjen läderlappar. Inga underarter finns listade i Catalogue of Life.
Arten förekommer huvudsakligen i östra Afrika från Tanzania över Malawi, östra Zambia och östra Zimbabwe till nordöstra Sydafrika. Mindre avskilda populationer hittades i västra Zambia och på Madagaskar. Habitatet utgörs av torra och fuktiga savanner.
Individerna vilar under trädens bark eller under byggnadernas tak. Fladdermusen besöker ibland odlade områden.